# Jacob Seeling
Jacob Seeling (* 1568; † 27. September 1627 in Breitenbach) war ein deutscher Zehntner, Stadtrichter und Ratskämmerer sowie sächsischer und böhmischer Hammerwerksbesitzer.
Seeling wurde in der Bergstadt Schneeberg im westlichen Erzgebirge Zehntner, Stadtrichter und Ratskämmerer. Von Wilhelm Friedrich von Milkau, dem Besitzer des Edelhofes Alberoda bei Aue, kaufte er den Hammer in Wildenthal. Außerdem erwarb Seeling das Hammerwerk im böhmischen Breitenbach, von 1615 bis 1623 war er auch Besitzer der dortigen Hammermühle. Er besaß außerdem das Hammerwerk Blauenthal.
Am 4. Juli 1617 erhielt Jacob Seeling vom Oberamtsverwalter die Genehmigung zum Bau eines eigenen Brauhauses auf seinem Hammerwerk Breitenbach. Der Rat der Stadt Platten stellte ihm daraufhin ein entsprechendes Privileg aus.
Er war verheiratet mit Maria Zobel, der Tochter von Hans Zobel d. Ä. aus Wunsiedel (* 23. Februar 1537 in Wunsiedel; † 24. September 1603 in Schneeberg). Die Ehe blieb kinderlos.